# 張景煒
張景煒（？年—？年），字？，江西省臨川縣人，工科進士。

## 生平
- 光緒二十八年，中式壬寅補行庚子辛丑恩正併科鄉試舉人[1]。
- 日本東京高等工業學校畢業[2]。
- 宣統三年（1911年）九月，經學部驗看考試列最優等，賞給工科進士。[3]
- 民國19年12月27日，任交通部技正[4]。